# Migliano (Marsciano)
Migliano è una frazione del comune di Marsciano, in provincia di Perugia.
Il paese si trova ad un'altezza di 452 m s.l.m., sulla cima di un colle che segna il confine con il territorio della vicina Perugia. Si trova a circa 8 km ad ovest di Marsciano e 18 km a sud di Perugia; la piccola località è abitata da 123 persone.

## Geografia fisica
Ai piedi della collina scorre il torrente Fersinone, uno dei più integri dell'intera regione Umbria, che incide con una profonda gola la valle che da lì si apre verso Marsciano ed il fiume Nestore. A poca distanza dall'abitato di Migliano scorre il torrente Rigo, altro affluente in destra del Nestore, presso Mercatello.

## Storia
La valle (gola) del Fersinone è stata abitata sin dalle epoche più antiche, come testimonia il rinvenimento di utensili e punte di freccia. Durante il XII secolo venne costruito un castello ad opera dei Conti di Marsciano, provenienti dalla Toscana, che ne conservarono la proprietà fino al XVII secolo; un loro discendente, Antonio di Ranuccio (1429-1484), sposò Todeschina, figlia del condottiero narnese Erasmo, meglio noto come Gattamelata, che gli dette tredici eredi. Divenuto, anche grazie al suocero, un valente capitano di ventura, combatté per la Repubblica di Venezia. Messosi successivamente al servizio di Firenze, morì in battaglia nel 1484 e fu sepolto a Pisa.
Al confine tra i territori di Orvieto e Perugia, il borgo fu definitivamente sottomesso a quest'ultima nel 1440.
Nei secoli successivi, sia per l'amenità della posizione che per la presenza di sorgenti termali sulfuree, i Conti utilizzarono spesso il castello come residenza di campagna.

## Società
Abitanti censiti

## Economia e manifestazioni
Gran parte dell'antico castello è ora occupata da un residence e i dintorni ospitano un certo numero di agriturismi.
In zona sono presenti alcune sorgenti ricche di ferro e magnesio, le cui proprietà benefiche furono segnalate dal Prof. Sebastiano Purgotti fin dal 1856. Da allora hanno attirato numerosi turisti e visitatori (tra cui anche papa Leone XIII, nel 1895).Nella zona operavano anche un certo numero di carbonai e di calcinai, che fornivano materiale da costruzione ricavato dalle pietre prese dall'alveo del torrente Fersinone.
Ogni anno, alla fine di luglio, vi si svolge la Sagra del cinghiale.

## Monumenti e luoghi d'arte

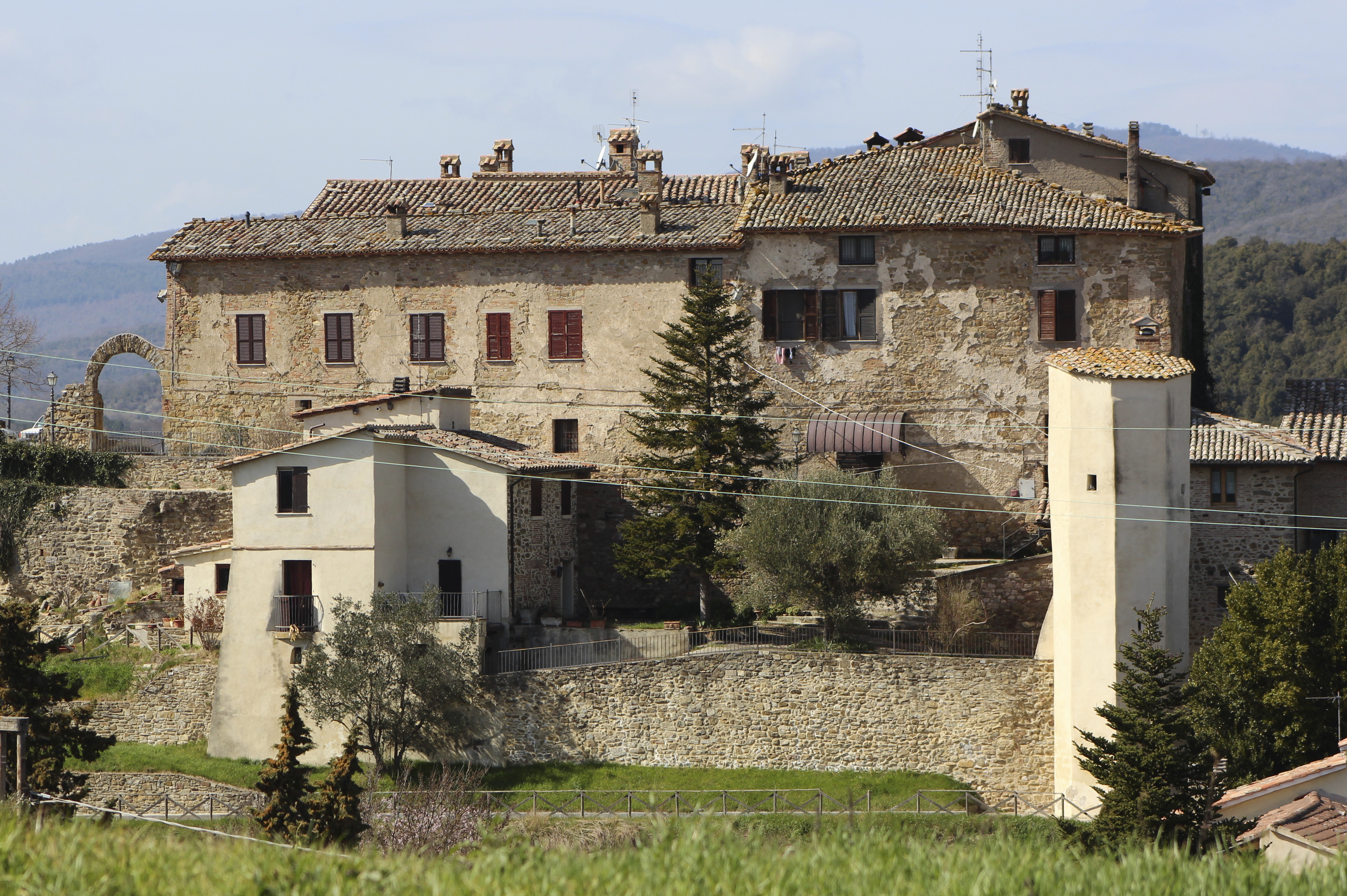
Il castello di Migliano

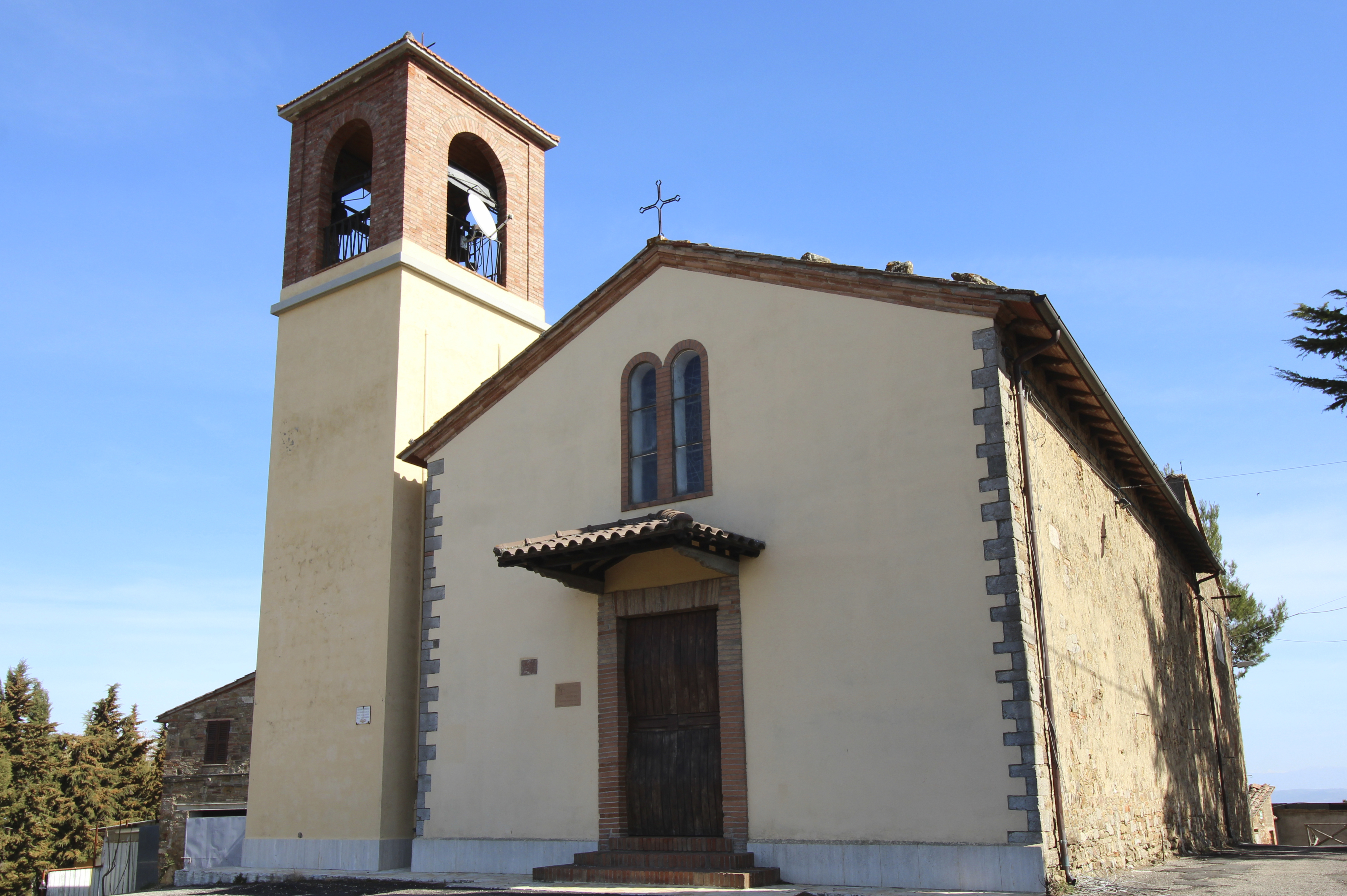
La chiesa di Santa Maria Assunta

- Il Castello (XII secolo), di cui rimangono tre torri, le mura e la residenza signorile, ristrutturata di recente in residence;
- Scavi di archeologia medioevale, all'interno delle mura del Castello;
- Chiesa di Santa Maria Assunta (XII secolo), che conserva una pala raffigurante la Madonna, della scuola del Perugino, e una copia del "Trasporto del Cristo morto" di Raffaello;
- Gola del Fersinone, con giochi d'acqua, pietre levigate e anse naturali;
- Buca del Diavolo, condivisa con la frazione sanvenanzese San Vito in Monte. È una grotta dove sono state rinvenute tracce di civiltà preistoriche;
- Ripafalcaia, una forra di circa 100 metri di dislivello;
- Resti dei mulini di Rotaprona e dell'Ospedale;
- Sentiero delle Settevalli, che attraversa altrettanti piccoli fossi, tutti confluenti nel Fersinone.

## Sport
- Pista di ruzzolone
- Tiro al piattello
- Pesca sportiva